# Марбл-Холл
Марбл-Холл (Marble Hall) — административный центр местного муниципалитета Эфраим Могале в районе Секхукхуне провинции Лимпопо (ЮАР).

## История
В 1920 году в этих местах была обнаружена яма, содержащая мрамор. С 1929 года началась разработка мрамора, и к 1942 году возник город, который был назван Мармерхол (африк. Marmerhol, «Мраморная яма»). Впоследствии название было переведено на английский, причём с ошибкой, и стало писаться Марбл-Холл (англ. Marble Hall, «Мраморный зал», вместо правильного Marble Hole).